# World Association of Girl Guides and Girl Scouts

Zeichen der World Association of Girl Guides and Girl Scouts

Die World Association of Girl Guides and Girl Scouts (WAGGGS) ist die Weltorganisation der Pfadfinderinnen. Sie ist die weltweit größte ehrenamtliche Organisation für Mädchen und junge Frauen mit etwa 10,8 Millionen Mitgliedern in 153 Ländern.
Gegründet wurde die Organisation 1928 von Olave Baden-Powell. Der International Council als Vorläufer war schon 1919 entstanden. Sie hat einen Sitz im Weltkomitee von ISGF/AISG (International Scout and Guide Fellowship), dem Weltverband der Altpfadfinder. Das Symbol der WAGGGS ist ein Kleeblatt, das von seinem Stiel umringt wird.
Die WAGGGS ist das weibliche Gegenstück zur World Organization of the Scout Movement (WOSM).

## Mitgliedsverbände im deutschsprachigen Raum

Karte der Mitgliedsländer weltweit

Mitgliedsverbände im deutschsprachigen Raum sind:
- in Belgien der Dachverband Guidisme et Scoutisme en Belgique/Gidsen- en Scoutsbeweging in België aus
  - den französischsprachigen Verbänden:
    - Guides Catholiques de Belgique (GCB; auch in der deutschsprachigen Gemeinschaft Belgiens tätig: Distrikt Obere Weser[2])
    - Scouts et Guides Pluralistes de Belgique

  - den niederländischsprachigen Verbänden:
    - Scouts en Gidsen Vlaanderen (SGV)
    - FOS Open Scouting
- in Deutschland der Ring deutscher Pfadfinder*innenverbände aus
  - Bund der Pfadfinder*innen
  - Pfadfinderinnenschaft St. Georg
  - Verband Christlicher Pfadfinder*innen
  - Bund Moslemischer Pfadfinder und Pfadfinderinnen Deutschlands[3]
- in Liechtenstein die Pfadfinder und Pfadfinderinnen Liechtensteins
- im Großherzogtum Luxemburg die Lëtzebuerger Guiden a Scouten
- in Österreich die Pfadfinder und Pfadfinderinnen Österreichs
- in der Schweiz die Pfadibewegung Schweiz
- in Südtirol (Italien) die Federazione Italiana dello Scautismo aus
  - der Associazione Guide e Scouts Cattolici Italiani mit der
    - Südtiroler Pfadfinderschaft

  - Corpo Nazionale Giovani Esploratori ed Esploratrici Italiani

## Weltregionen

Karte der WAGGGS Regionen; in graugefärbten Staaten wie Laos und Kuba gibt es keine Pfadfinderverbände

Die World Association of Girl Guides and Girl Scouts ist in fünf Regionen gegliedert, in denen alle Mitgliedsverbände der jeweiligen Region zusammenarbeiten müssen:
      WAGGGS-Europe Region
      WAGGGS-Arab Region
      WAGGGS-Africa Region
      WAGGGS-Asia-Pacific Region
      WAGGGS-Western Hemisphere Region
Anders als die World Organization of the Scout Movement hat WAGGGS keine eigene Region für die Staaten auf dem Gebiet der ehemaligen Sowjetunion eingerichtet. Alle bisher aufgenommenen Mitgliedsverbände aus diesem Gebiet haben sich der Europe Region angeschlossen; in den zentralasiatischen Staaten, die vermutlich zur Asia-Pacific Region gehören werden, gibt es bisher keine Mitgliedsverbände.

## Weltzentren
Die Organisation unterhält fünf sogenannte Weltzentren:
- Schweiz: Our Chalet, errichtet 1932
- Mexiko: Our Cabaña, errichtet 1957
- Indien: Sangam, errichtet 1966
- England: Pax Lodge, errichtet 1991
- Afrika: Kusafiri, gegründet 2010 (wandert)